# Testa (vela)
Testa, em náutica, é o termo que designa, na vela latina o bordo que encosta ao mastro. Nas velas redondas os lados que ficam de cima para baixo.